# Голо Брдо (Вировитиця)
Голо Брдо (хорв. Golo Brdo) — населений пункт у Хорватії, у Вировитицько-Подравській жупанії у складі міста Вировитиця.

## Населення
Населення за даними перепису 2011 року становило 364 осіб.
Динаміка чисельності населення поселення:

## Клімат
Середня річна температура становить 11,22 °C, середня максимальна – 24,93 °C, а середня мінімальна – -4,92 °C. Середня річна кількість опадів – 810 мм.
| Клімат поселення                              | Клімат поселення | Клімат поселення | Клімат поселення | Клімат поселення | Клімат поселення | Клімат поселення | Клімат поселення | Клімат поселення | Клімат поселення | Клімат поселення | Клімат поселення | Клімат поселення | Клімат поселення |
| Показник                                      | Січ.             | Лют.             | Бер.             | Квіт.            | Трав.            | Черв.            | Лип.             | Серп.            | Вер.             | Жовт.            | Лист.            | Груд.            |                  |
| Середній максимум, °C                         | 6,07             | 7,86             | 12,37            | 16,67            | 21,68            | 24,93            | 24,53            | 24,04            | 19,76            | 15,17            | 9,57             | 5,04             |                  |
| Середня температура, °C                       | 0,57             | 2,36             | 6,86             | 11,17            | 16,20            | 19,42            | 21,18            | 20,68            | 16,38            | 11,82            | 6,20             | 1,69             |                  |
| Середній мінімум, °C                          | −4,92            | −3,14            | 1,38             | 5,67             | 10,70            | 13,93            | 17,81            | 17,34            | 13,04            | 8,46             | 2,86             | −1,66            |                  |
| Норма опадів, мм                              | 49               | 43               | 51               | 64               | 76               | 93               | 77               | 82               | 69               | 69               | 78               | 59               |                  |
| Середньомісячна швидкість вітру, м/с          | 2.24             | 2.51             | 2.82             | 2.70             | 2.42             | 2.20             | 2.16             | 1.98             | 2.03             | 2.10             | 2.23             | 2.26             |                  |
| Середньомісячна сонячна радіація, кДж/м²·день | 4126             | 6929             | 10829            | 15241            | 19451            | 21375            | 22274            | 19827            | 14524            | 9020             | 4703             | 3431             |                  |
| --------------------------------------------- | ---------------- | ---------------- | ---------------- | ---------------- | ---------------- | ---------------- | ---------------- | ---------------- | ---------------- | ---------------- | ---------------- | ---------------- | ---------------- |
| Джерело:                                      |                  |                  |                  |                  |                  |                  |                  |                  |                  |                  |                  |                  |                  |